# Jennifer Westfeldt
Jennifer Westfeldt, född 2 februari 1970 i Guilford, Connecticut, är en amerikansk skådespelare, regissör, manusförfattare och filmproducent.
Westfeldt har spelat i flertalet TV-serier som Tre vänner och en pizzeria, 24 och Notes from the Underbelly. 2001 debuterade hon som manusförfattare med långfilmen Kissing Jessica Stein som hon även spelade huvudrollen i. 2011 skrev och regisserade hon Friends with Kids.
Mellan 1997 och 2015 levde Westfeldt tillsammans med skådespelaren Jon Hamm.

## Filmografi
- 1998 – Tre vänner och en pizzeria (TV-serie) (skådespelare)
- 2001 – Kissing Jessica Stein (manusförfattare, producent och skådespelare)
- 2004 – 50 Ways to Leave Your Lover (skådespelare)
- 2006 – Ira and Abby (manusförfattrare, producent och skådespelare)
- 2010 – 24 (TV-serie) (skådespelare)
- 2010 – Notes from the Underbelly (TV-serie) (skådespelare)
- 2011 – Friends with Kids (regissör, manusförfattare, producent och skådespelare)